# Schönheit der Arbeit
La Belleza del Trabajo (en alemán: Schönheit der Arbeit) fue una organización de propaganda del gobierno nazi desde el período de 1934 hasta su eventual disolución en 1945. Una de sus principales funciones fue el diseño del lugar de trabajo y el embellecimiento del entorno de trabajo alemán. Diseñada inicialmente como una maquinaria de propaganda, el SdA trabajó bilateralmente con su organización homóloga Fuerza a través de la alegría (en alemán: Kraft durch Freude) para lograr un apaciguamiento general de la población. La organización hizo campaña a favor de una limpieza mejorada, una mejor higiene, vestimenta de trabajo adecuada, vestuarios, armarios, mejor aire y menos ruido en las fábricas y otros lugares de trabajo. Esta organización fue una de las muchas áreas que conformaron el sindicato nazi, el Deutsche Arbeitsfront (DAF o "Frente Alemán del Trabajo") y fue dirigida por Albert Speer.
Campañas como la lucha contra el ruido y la buena ventilación en el lugar de trabajo le dieron al gobierno dirigido por Hitler la capacidad de estimular la productividad en el lugar de trabajo mientras instalan simultáneamente un sentido de comunidad y una mayor cordialidad entre la dictadura totalitaria y la población alemana.